# Masters de tennis féminin 2007
Le Masters de tennis féminin est un tournoi de tennis professionnel féminin. L'édition 2007, classée en catégorie Masters, se dispute à Madrid du 5 au 11 novembre 2007.
Justine Henin remporte le simple dames. En finale, elle bat Maria Sharapova, décrochant à cette occasion le 39e titre de sa carrière sur le circuit WTA.
L'épreuve de double voit quant à elle s'imposer Cara Black et Liezel Huber.

## Faits marquants
Ce tournoi de catégorie Masters s'est disputé à Madrid du 5 au 11 novembre 2007.
L'épreuve de simple voit s'imposer la numéro un mondiale et tenante du titre, Justine Henin. Au terme d'un match particulièrement spectaculaire et indécis, elle dispose en finale de Maria Sharapova revenue d'une saison 2007 assez difficile et qualifiée pour les Masters grâce au forfait de Venus Williams.
Cara Black et Liezel Huber, les favorites, remportent le double dames.

## Fonctionnement de l'épreuve
L'épreuve se dispute selon les modalités dites du « round robin ». Les huit meilleures joueuses de la saison sont séparées en deux groupes de quatre. S'affrontant toutes entre elles, seules les deux premières joueuses de chacun sont conviées en demi-finale, avant l'ultime confrontation pour le titre.  
Le double dames aligne les quatre paires les plus performantes de l'année dans un classique tableau à élimination directe (demi-finales et finale).

## Primes et points
| Tour              | Prime       | Points |
| ----------------- | ----------- | ------ |
| Victoire          | 1 000 000 $ | 750    |
| Finale            | 500 000 $   | 525    |
| 1/2 finale        | 250 000 $   | 335    |
| 3e du round robin | 130 000 $   | 185    |
| 4e du round robin | 100 000 $   | 105    |

| Tour       | Prime     | Points |
| ---------- | --------- | ------ |
| Victoire   | 250 000 $ | 750    |
| Finale     | 125 000 $ | 525    |
| 1/2 finale | 62 500 $  | 335    |

Source: (en) Tableaux officiels de la WTA : simple — double — qualifications [PDF].

## Résultats en simple

### Groupe I
| # | Vainqueur        | Adversaire       | Score         |
| 1 | Justine Henin    | Anna Chakvetadze | 6-1, 7-64     |
| 2 | Justine Henin    | Jelena Janković  | 6-2, 6-2      |
| 3 | Anna Chakvetadze | Serena Williams  | 6-4, ab.      |
| 4 | Justine Henin    | Marion Bartoli   | 6-0, 6-0      |
| 5 | Anna Chakvetadze | Jelena Janković  | 6-4, 0-6, 6-3 |
| 6 | Marion Bartoli   | Jelena Janković  | 6-1, 1-0, ab. |

| # | N°  | Joueuse          | Matchs gagnés-perdus | Sets gagnés-perdus |
| 1 | (1) | Justine Henin    | 3-0                  | 6-0                |
| 2 | (7) | Anna Chakvetadze | 2-1                  | 4-3                |
| 3 |     | Marion Bartoli   | 1-1                  | 2-2                |
| 4 | (3) | Jelena Janković  | 0-3                  | 1-6                |
| 5 | (5) | Serena Williams  | 0-1                  | 0-2                |

### Groupe II
| # | Vainqueur          | Adversaire          | Score         |
| 1 | Maria Sharapova    | Daniela Hantuchová  | 6-4, 7-5      |
| 2 | Ana Ivanović       | Svetlana Kuznetsova | 6-1, 4-6, 7-5 |
| 3 | Ana Ivanović       | Daniela Hantuchová  | 6-2, 7-69     |
| 4 | Maria Sharapova    | Svetlana Kuznetsova | 5-7, 6-2, 6-2 |
| 5 | Maria Sharapova    | Ana Ivanović        | 6-1, 6-2      |
| 6 | Daniela Hantuchová | Svetlana Kuznetsova | 7-67, 6-0     |

| # | N°  | Joueuse             | Matchs gagnés-perdus | Sets gagnés-perdus |
| 1 | (6) | Maria Sharapova     | 3-0                  | 6-1                |
| 2 | (4) | Ana Ivanović        | 2-1                  | 4-3                |
| 3 | (8) | Daniela Hantuchová  | 1-2                  | 2-4                |
| 4 | (2) | Svetlana Kuznetsova | 0-3                  | 2-6                |

### Tableau final
|  |                  |            |                 |            |               |     |   |        |        |        |        |        |
|  | 1/2 finale       | 1/2 finale | 1/2 finale      | 1/2 finale | 1/2 finale    |     |   | Finale | Finale | Finale | Finale | Finale |
|  |                  |            |                 |            |               |     |   |        |        |        |        |        |
|  |                  |            |                 |            |               |     |   |        |        |        |        |        |
|  | Justine Henin    | (1)        | 6               | 6          |               |     |   |        |        |        |        |        |
|  | Justine Henin    | (1)        | 6               | 6          |               |     |   |        |        |        |        |        |
|  | Ana Ivanović     | (4)        | 4               | 4          |               |     |   |        |        |        |        |        |
|  | Ana Ivanović     | (4)        | 4               | 4          | Justine Henin | (1) | 5 | 7      | 6      |        |        |        |
|  |                  |            |                 |            |               | (1) | 5 | 7      | 6      |        |        |        |
|  |                  |            | Maria Sharapova | (6)        | 7             | 5   | 3 |        |        |        |        |        |
|  | Anna Chakvetadze | (7)        | Maria Sharapova | (6)        | 7             | 5   | 3 | 2      | 2      |        |        |        |
|  | Anna Chakvetadze | (7)        |                 |            |               |     |   | 2      | 2      |        |        |        |
|  | Maria Sharapova  | (6)        | 6               | 6          |               |     |   |        |        |        |        |        |
|  | Maria Sharapova  | (6)        | 6               | 6          |               |     |   |        |        |        |        |        |